# Miss Mundo 1966
Miss Mundo 1966 fue la 16.ª edición anual de Miss Mundo, cuya final se celebró en el Lyceum Theatre de Londres, el 17 de noviembre de 1966, transmitido por la BBC. 51 candidatas compitieron por la corona, cuya ganadora fue Reita Faria de India, fue coronada por Miss Mundo 1965, Lesley Langley de Reino Unido.

## Resultados
| Resultados Finales      | Finalistas |
| ----------------------- | --- |
| Miss Mundo 1966         | - India - Reita Faria |
| 1° Finalista            | - Yugoslavia - Nikica Marinović |
| 2° Finalista            | - Grecia - Efi Fontini Plumbi |
| 3° Finalista            | - Brasil - Marlucci Rocha |
| 4° Finalista            | - Italia - Gigliola Carbonara |
| Top 7                   | - Noruega - Birgit Andersen - Estados Unidos - Denice Estelle Blair |
| Semifinalistas (Top 15) | - Alemania - Jutta Danske - Argentina - Graciela Guardone - Canadá - Diane Coulter - Francia - Michèle Boulé - Guyana - Umblita Sluytman - Reino Unido - Jennifer Summers - República Dominicana - Jeanette Montes - Sudáfrica - Johanna Carter |

## Candidatas
51 candidatas participaron en el certamen.
| - Alemania - Jutta Danske - Argentina - Graciela Guardone - Aruba - Reina Patricia Hernández - Bahamas - Dorothy Cooper - Bélgica - Mireille de Man - Brasil - Marlucci Manvailler Rocha - Canadá - Diane Coulter - Ceilán - Priscilla Martensyn - Chile - Amelia Galaz Cortés - Chipre - Annoula Alvaliotou - Corea - Chung Eul-sol - Costa Rica - Sonia Mora - Dinamarca - Irene Poller Hansen - Ecuador - Alejandra Vallejo Klaere - Estados Unidos - Denice Estelle Blair - Filipinas - Vivien Lee Austria - Finlandia - Marita Gellman - Francia - Michèle Boulé - Gambia - Oumie Barry - Gibraltar - Grace Valverde - Grecia - Efi Fontini Ploumbi - Guyana - Umblita van Sluytman - Holanda - Anneke Geerts - Honduras - Danira Miralda Buines - India - Reita Faria Powell - Irlanda - Helen McMahon | - Islandia - Auður Harðardóttir - Israel - Segula Gohr - Italia - Gigliola Carbonara - Jamaica - Yvonne Walter - Japón - Harumi Kobayashi - Jordania - Vera Jalil Khamis - Líbano - Marlene Talih - Luxemburgo - Mariette Sophie Stephano - Malasia - Merlyn Therese McKelvie - Malta - Monica Sunnura - Marruecos - Naima Naim - México - María Cecilia González DuPree - Noruega - Birgit Andersen - Nueva Zelanda - Heather Gettings - Reino Unido - Jennifer Lowe Summers - República Dominicana - Jeanette Dotel Montes de Oca - Siria - Feryelle Jalal - Sudáfrica - Johanna Maud Carter - Suecia - Ingrid Anna Andersson - Suiza - Janine Solliner - Surinam - Linda Haselhoef - Trinidad y Tobago - Diane DeFreitas - Turquía - Inci Asena - Venezuela - Jeannette Kopp Arenas - Yugoslavia - Nikica Marinović |

### No concretaron su participación
- Colombia - María Estela Sáenz Calero
- España - Paquita Torres Pérez (Abandona la competencia al saberse que Gibraltar estaba en competencia).
- Nigeria - Uzor Okafor (Fue descalificada al saberse que estaba casada).
- Uruguay - Susana Regeden

## Sobre los países en Miss Mundo 1966

### Debut
- Bahamas
- Filipinas
- Guyana
- República Dominicana
- Trinidad y Tobago
- Yugoslavia

### Retiros
| - Australia - Austria - Bolivia - Colombia - Liberia - Nicaragua | - Nigeria - Perú - Rhodesia - Tahití - Túnez - Uruguay |

### Regresos
- Compitió por última vez en 1956:
  -  Suiza
- Compitió por última vez en 1960:
  -  Noruega
- Compitió por última vez en 1962:
  -  India
- Compitieron por última vez en 1963:
  -  Chile
  -  México
- Compitieron por última vez en 1964:
  -  Aruba
  -  Turquía

### Crossovers
| Miss Universo - 1964: Luxemburgo - Mariette Sophie Stephano - 1966: Bélgica - Mireille de Man - 1966: Francia - Michèle Boulé - 1966: Guyana - Umblita van Sluytman - 1966: Nueva Zelanda - Heather Gettings - 1968: Reino Unido - Jennifer Lowe Summers (Semifinalista) Miss Europa - 1966: Bélgica - Mireille de Man - 1966: Suecia - Ingrid Anna Andersson - 1968: Reino Unido - Jennifer Lowe Summers | Miss Escandinavia - 1967: Dinamarca - Irene Poller Hansen - 1967: Finlandia - Marita Gellman - 1967: Noruega - Birgit Andersen (Cuarta finalista) Miss Caña de Azúcar - 1966: República Dominicana - Jeanette Dotel Montes de Oca (Primera finalista) Miss Reina del Pacífico - 1967: Nueva Zelanda - Heather Gettings - 1968: México - María Cecilia González DuPree |